# Ellen Roosevelt
Ellen Crosby Roosevelt, ameriška tenisačica, * 20. avgust 1868, Rosendale, New York, ZDA, † 26. september 1954, Hyde Park, New York.
Ellen Roosevelt je osvojila turnir za Nacionalno prvenstvo ZDA v posamični konkurenci, konkurenci ženskih in mešanih dvojic. Leta 1890 je osvojila zmago v posamični konkurenci, v finalu je premagala Bertha Townsend, leta 1891 pa jo je v finalu premagala Mabel Cahill. Leta 1890 je zmagala tudi v konkurenci ženskih dvojic s sestro Grace, leta 1893 pa še v konkurenci mešanih dvojic z Oliverjem Campbellom. Leta 1975 je bila posmrtno sprejeta v Mednarodni teniški hram slavnih. Njen bratranec je bil ameriški predsednik Franklin D. Roosevelt.

## Finali Grand Slamov

### Posamično (2)

#### Zmage (1)
| Leto | Turnir                   | Nasprotnica v finalu | Rezultat finala |
| 1890 | Nacionalno prvenstvo ZDA | Bertha Townsend      | 6–2, 6–2        |

#### Porazi (1)
| Leto | Turnir                   | Nasprotnica v finalu | Rezultat finala    |
| 1891 | Nacionalno prvenstvo ZDA | Mabel Cahill         | 4–6, 1–6, 6–4, 3–6 |

### Ženske dvojice (1)

#### Zmage (1)
| Leto | Turnir                   | Partnerica      | Nasprotnici v finalu               | Rezultat finala |
| 1890 | Nacionalno prvenstvo ZDA | Grace Roosevelt | Margarette Ballard Bertha Townsend | 6–1, 6–2        |

### Mešane dvojice (1)

#### Zmage (1)
| Leto | Turnir                   | Partner         | Nasprotnika v finalu          | Rezultat finala |
| 1893 | Nacionalno prvenstvo ZDA | Oliver Campbell | Ethel Bankston Robert Willson | 6–4, 4–6, 10–6  |